# Chiesa di Sant'Andrea (Vigevano)
La chiesa di Sant'Andrea era un edificio religioso sito a Vigevano, in provincia di Pavia e diocesi di Vigevano.

## Descrizione e storia

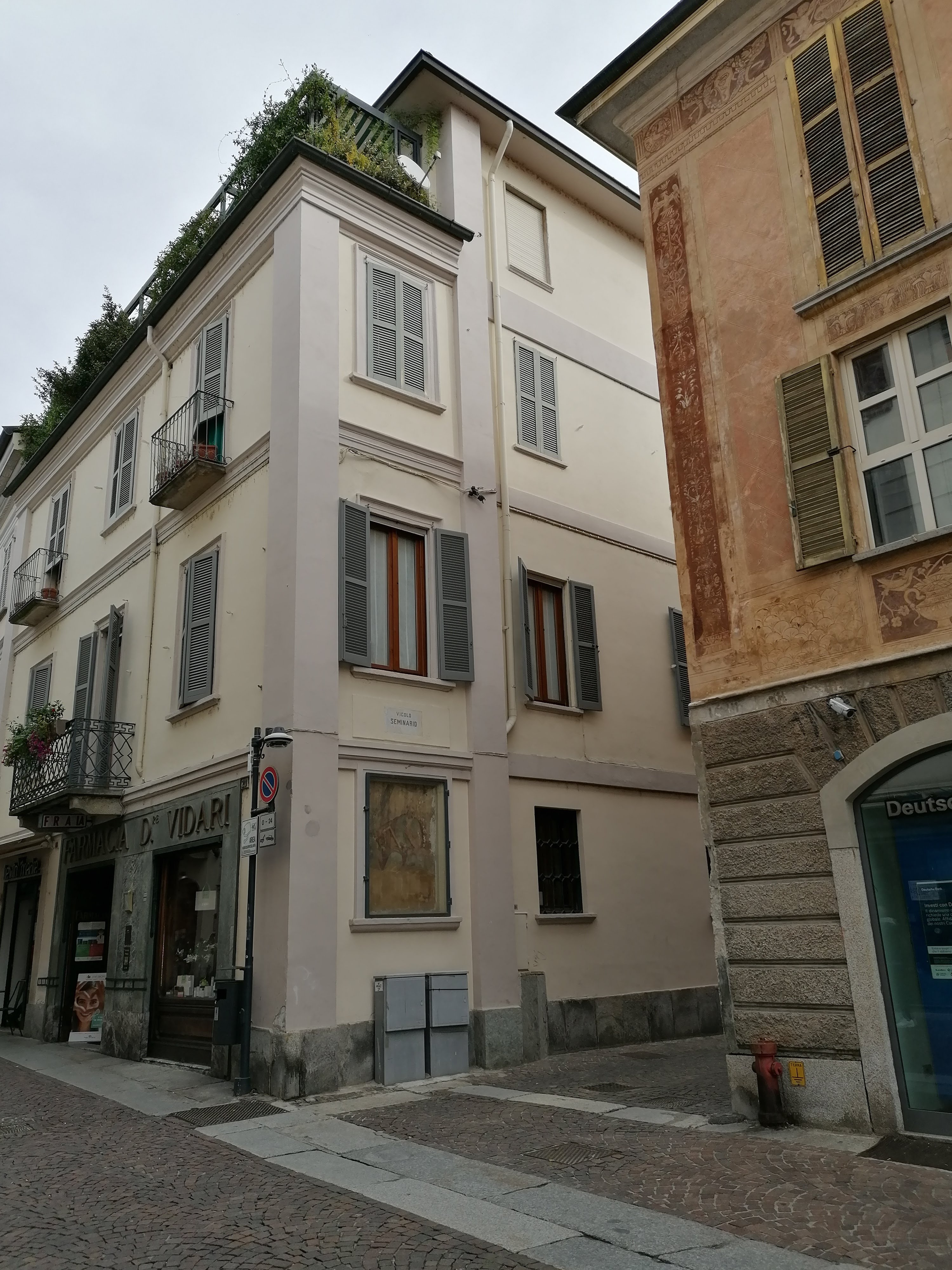
L'angolo tra Vicolo Seminario e Via XX Settembre, dove sorgeva la chiesa.

Chiesa oggi scomparsa, assieme a Sant'Ambrogio, San Dionigi e San Francesco faceva da corona alla parte fortificata di Vigevano. Dipendente da Sant'Ambrogio, si trovava in Vicolo Seminario, all'angolo con Via XX Settembre. Di stile romanico, nel 1560 il vescovo Maurizio Pietra la fece ricostruire.
Aveva due cappelle, la prima dedicata a San Zenone e Sant'Eligio e la seconda all'Immacolata Concezione, nelle quali nel giugno 1660 furono aggiunti due altari. Un terzo altare, dedicato a Santa Lucia, fu aggiunto prima del 1740.
Nell'Ottocento la chiesa fu sconsacrata, venduta e abbattuta.